# テクノ (F1)
テクノ（Tecno Automobili）は、かつて存在したイタリアのF1コンストラクター。

## 来歴

### F3

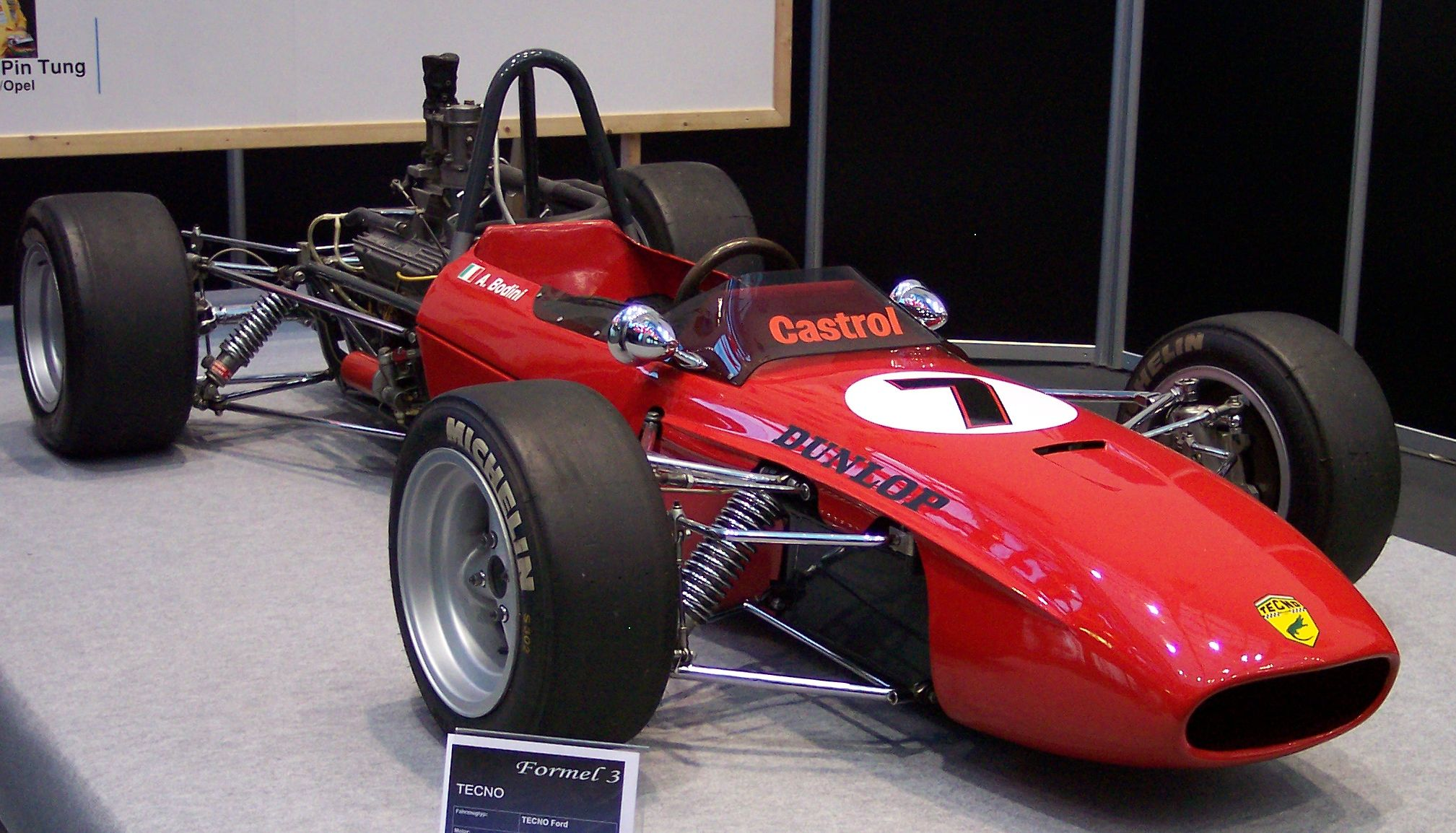
テクノのF3マシン (1967)

テクノはペデルザーニ兄弟によって、油圧ポンプのメーカーとして設立された。1961年、ボローニャにテクノカートというゴーカートの製造工場を設立し、モータースポーツに参入した。グイド・サーラとスザンナ・ラガネッリは、1964年から1966年まで3年連続で世界カート選手権に優勝した。
テクノは1966年に最初のF3マシンを製造し、主にイタリア選手権でのレースに参戦した。その後、アルゼンチンのテンポラダにジェーキ、カルロ・ファセット、および彼の妹のロザレダ・ファセットの手によってで3度参戦した。テクノのマシンは非常に高度なコックピットを特徴とする形状であった。この形状は、後にF1でカウーゼンとリジェによって採用された。
1967年のシーズン半ば、テクノはクレイ・レガツォーニを起用、F3にデビューさせた。

### F2

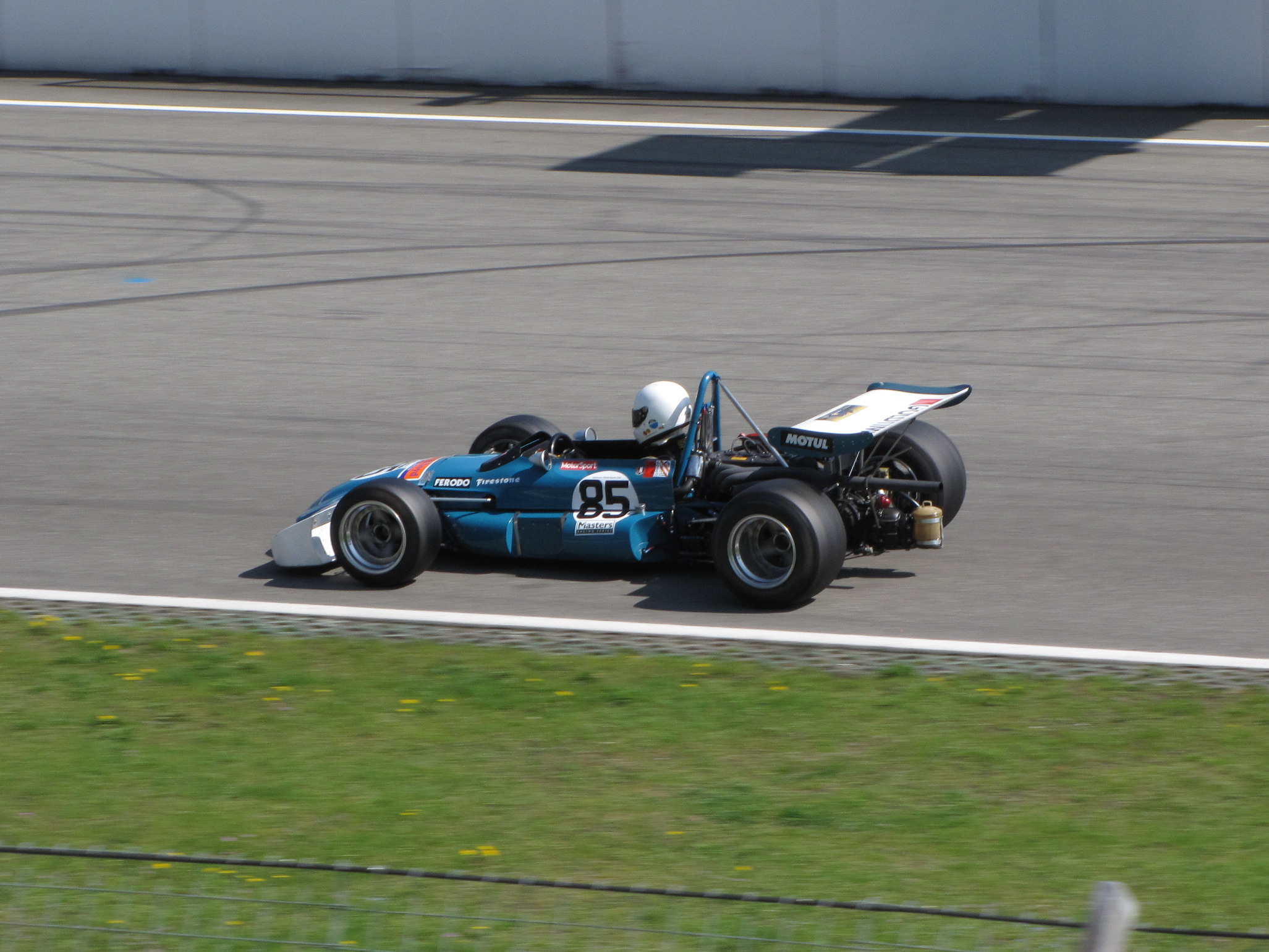
F2マシン、T70

1968年、テクノとクレイ・レガツォーニはF2に参戦した。F1とF2の混走で行われた1969年のドイツGPにフランソワ・セベールがテクノ製のF2マシンで出走。1970年にレガツォーニがヨーロッパフォーミュラ2選手権でタイトルを獲得して以来、チームは急速に進歩した。
1971年、エルフがサポートするフランス人ドライバーがチームのバックボーンを形成した。フランソワ・セベール、パトリック・デパイユ、ジャン＝ピエール・ジャブイーユ、フランソワ・ミゴールがイタリア人のカルロ・ファセットとナンニ・ギャリ、スイス人のシルビオ・モーザーとクレイ・レガツォーニをサポートした。セベールはロニー・ピーターソンとタイトルを争ったが、多くのエンジン故障によりタイトルを獲得することはできなかった。
1972年、テクノが正式にフォーミュラ2を離れてフォーミュラ1に切り替えたとき、ペデルザーニ兄弟は独自のF2マシン、トゥイ・BH2を製作していたニュージーランド人のアラン・マッコールにアプローチした。

## F1

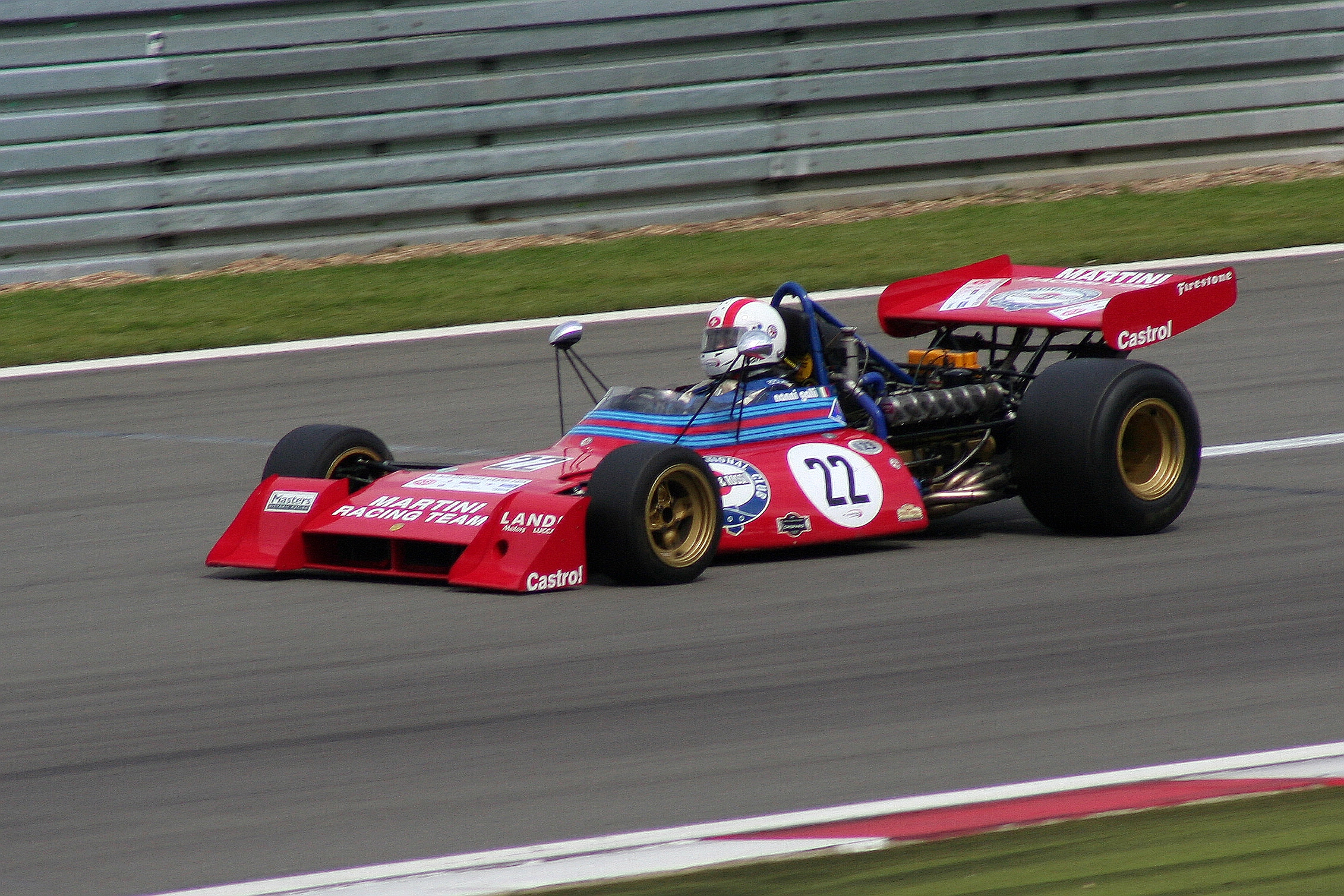
1972年型PA123

F1参戦を目指し、1971年初めから水平対向12気筒エンジンの開発をスタート、翌1972年に鋼管スペースフレームを使用したPA123を製作して、F1参戦を開始した。スポンサーに酒造メーカーのマルティーニ・エ・ロッシが付き、「マルティーニ・レーシングチーム」としてエントリー。チームマネージャーはヴァンウォールやJWオートモーティブでマネージャーをつとめたデビッド・ヨークが担当。ベルギーGPでデビューし、ナンニ・ギャリとデレック・ベルがドライブしたが、一度も完走できずに終わった。
1973年はドライバーがギャリ、ベルの2人からクリス・エイモンへと変更。マシンはアラン・マッコールが改修したPA123Bを登場させたが、マッコールはペデルザーニと対立してチームを離脱した。一方で、前年の成績に不満を持ったマルティーニの意向により、ゴードン・ファウエルが設計、イギリスのジョン・トンプソンに依頼して製作されたE731も登場する事態となった。
1973年最初のレースとなったベルギーGPではPA123に乗ったエイモンが6位に入賞したが、以降出走した3戦すべてリタイヤとなった。もう1台のE731はイギリスGPの予選に登場したのみで、決勝に出走することはなかった。オーストリアGPを最後にエイモンが離脱したことにより、F1での活動を停止した。

## F1での成績
(key)
| 年     | シャシー                    | エンジン                            | タイヤ | ドライバー       | 1   | 2   | 3   | 4   | 5   | 6   | 7   | 8   | 9   | 10  | 11  | 12  | 13  | 14  | 15  | ポイント | WCC  |
| ------ | --------------------------- | ----------------------------------- | ------ | ---------------- | --- | --- | --- | --- | --- | --- | --- | --- | --- | --- | --- | --- | --- | --- | --- | -------- | ---- |
| 1972年 | テクノ・PA123               | コスワース・DFV V8 テクノ・180o F12 | F      |                  | ARG | RSA | ESP | MON | BEL | FRA | GBR | GER | AUT | ITA | CAN | USA |     |     |     | 0        | NC   |
| 1972年 | テクノ・PA123               | コスワース・DFV V8 テクノ・180o F12 | F      | デレック・ベル   |     |     |     |     |     | DNQ |     | Ret |     | DNQ | DNS | Ret |     |     |     | 0        | NC   |
| 1972年 | テクノ・PA123               | コスワース・DFV V8 テクノ・180o F12 | F      | ナンニ・ギャリ   |     |     |     |     | Ret |     | Ret |     | NC  | Ret |     |     |     |     |     | 0        | NC   |
| 1973年 | テクノ・PA123B テクノ・E731 | テクノ・180o F12                    | F      |                  | ARG | BRA | RSA | ESP | BEL | MON | SWE | FRA | GBR | NED | GER | AUT | ITA | CAN | USA | 1        | 11位 |
| 1973年 | テクノ・PA123B テクノ・E731 | テクノ・180o F12                    | F      | クリス・エイモン |     |     |     |     | 6   | Ret |     |     | Ret | Ret |     | DNS |     |     |     | 1        | 11位 |